# 阿瑞斯崖
71°49′S 68°15′W / 71.817°S 68.250°W
阿瑞斯崖（英語：Ares Cliff）是南極洲的懸崖，位於亞歷山大一世島東部，處於火星冰川以東約0.5公里和兩步崖以北2公里，根據美國探險隊的空中照片被繪入地圖，以希臘戰神阿瑞斯命名。